# Hôtel de Vareilles
Pour l’article ayant un titre homophone, voir Château de La Vallière.
Cet article possède un paronyme, voir Hôtel de Varennes.
L'hôtel de Vareilles, également connu sous le nom d'hôtel de Lavallière, à Blois (Loir-et-Cher), est un hôtel particulier datant du début du XVIe siècle. Il témoigne de l'essor de l'architecture caractéristique du règne de Louis XII (1498–1515), lors duquel de nombreuses demeures médiévales de Blois ont été reconstruites ou rénovées, dont l'hôtel de Vareilles.
L'édifice est classé et inscrit aux monuments historiques.

## Localisation
L'hôtel se situe en plein cœur de la ville de Blois, dans le quartier historique du Puits-Châtel, au no 5 de la rue du Puits-Châtel. Par conséquent, l'hôtel de Vareilles est voisin de l'hôtel Sardini, situé au no 7 de la même rue.

## Historique
L'hôtel de Vareilles conserve des vestiges d'une construction médiévale remontant au XIIIe siècle, notamment une cave voûtée. Au tournant des XVe et XVIe siècles, sous le règne de Louis XII, l'hôtel a été reconstruit dans un style architectural mêlant tradition gothique et influences italiennes émergentes.

Armoiries de la famille de La Baume Le Blanc de La Vallière.

Sous Louis XIV, la demeure aurait été propriété de Marie-Anne de Bourbon, surnommée la  (première) Mademoiselle de Blois, fille légitimée du roi avec sa maîtresse Louise de La Vallière.

## Architecture
L'édifice est organisé autour d'une cour centrale, avec trois corps de bâtiments presque indépendants. La tourelle d'escalier et la galerie couverte de voûtes d'ogives assurent la liaison entre ces différents corps de bâtiments. 
L'hôtel de Vareilles se distingue par son répertoire décoratif, conservant des éléments caractéristiques de la tradition gothique, tels que les garde-corps des galeries et les voûtes d'ogives. Cependant, on observe également l'introduction discrète d'éléments italianisants, comme les pilastres au-dessus de la porte, témoignant des échanges culturels et artistiques de l'époque.
L'hôtel de Vareilles est construit principalement en calcaire, moellon et pierre de taille, avec des toits en ardoise. Son élévation intérieure comprend un sous-sol, un étage de soubassement, un étage carré et un étage de comble. L'escalier, situé hors-œuvre, est en vis sans jour et en maçonnerie.
L'iconographie de l'édifice est riche, avec des éléments décoratifs tels que des pilastres, des candélabres, du feuillage, des symboles, des monogrammes, des représentations animales et humaines. Des hermines et les lettres "L" et "A" (en l'honneur de Louis XII et d'Anne de Bretagne) sont notamment visibles sur la porte de l'escalier et à l'intérieur de celui-ci, sur des culs-de-lampe.

## Patrimonialité

### Protection et Label
L'hôtel de Vareilles a été protégé au titre des monuments historiques en raison de son importance architecturale et historique : classement en 1963 pour les façades et toitures, inscription en 1928 pour les restes de l'hôtel.

### Statut juridique
Malgré ce statut, il reste une propriété privée, préservant ainsi son caractère et son intégrité tout en respectant les droits de ses propriétaires actuels.